# Ötztal
L'Ötztal è una valle austriaca laterale del fiume Inn lunga circa 65 chilometri a monte (sud-ovest) di Innsbruck nel Tirolo austriaco. Separa le Alpi Venoste (ad ovest) dalle Alpi dello Stubai (ad est) ed è solcata dall'Ötztaler Ache, che sgorga dalle pendici del Monte Similaun (3.655 m) e confluisce nell'Eno a circa 8 km a est di Imst e a 42 km a ovest di Innsbruck, capoluogo della regione nord-tirolese. La parte meridionale, detta Gurglertal, termina con i ghiacciai della Palla Bianca (Weißkugel) e del Monte Similaun, lungo lo spartiacque alpino, al confine con l'Italia. L'abitato di Obergurgl è il primo dell'Austria per altitudine e comprende i comuni di Sautens, Oetz (da cui la valle prende il nome), Umhausen, Längenfeld e Sölden.

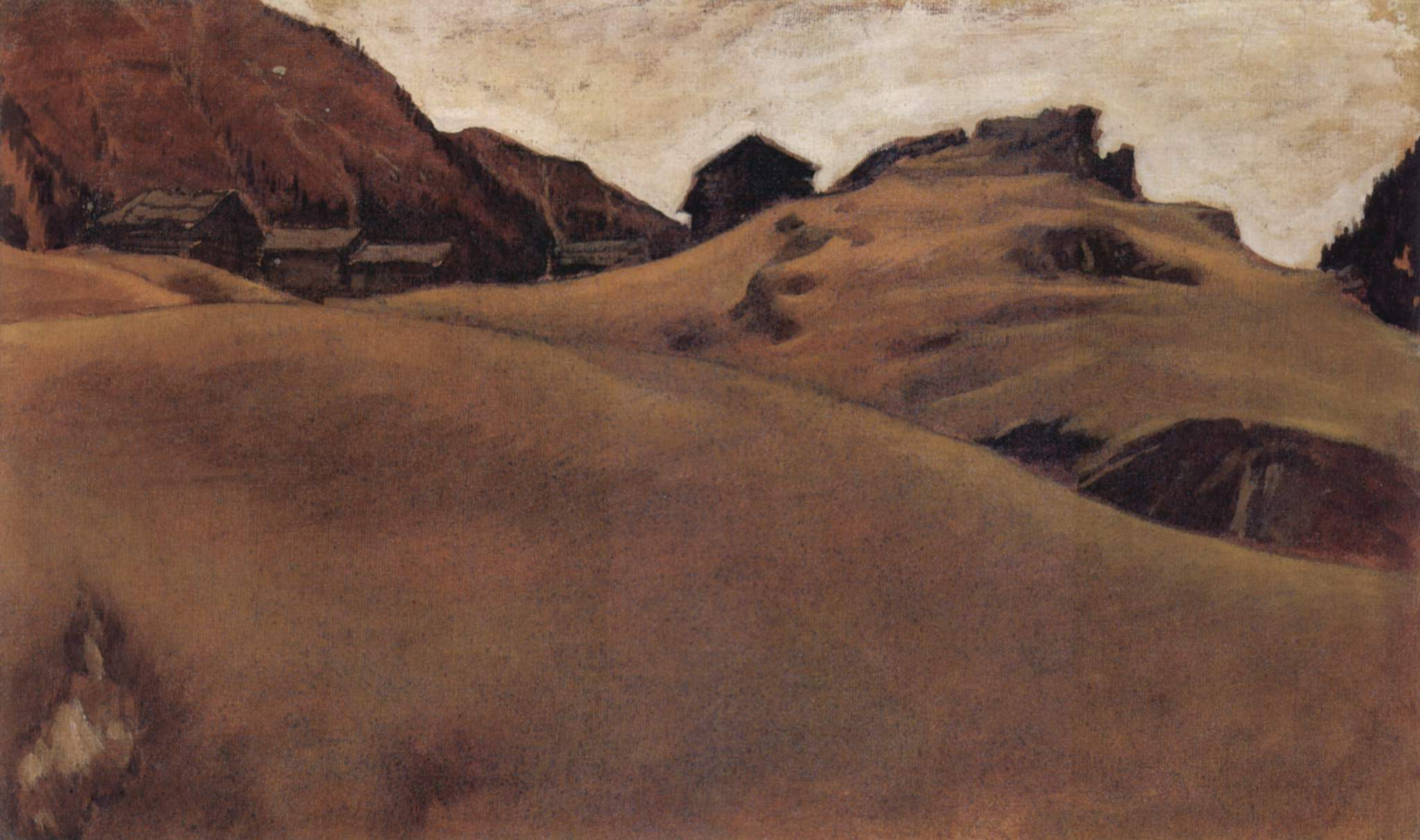
Il dipinto Paesaggio alpino nella Ötztal, di Albin Egger-Lienz, eseguito nel 1911

## Storia
Nel 1991 fu scoperto Ötzi, la cosiddetta mummia del Similaun, una mummia umana naturale in buono stato di conservazione, risalente a circa il 3300 a.C. Il monumento a lui dedicato è situato nei pressi del Rifugio Similaun, in territorio italiano, mentre il corpo è conservato nel Museo archeologico dell'Alto Adige di Bolzano.

## Economia
Il territorio vive principalmente di turismo estivo e invernale: i rilievi che circondano la lunga vallata sono, infatti, molto frequentati da escursionisti e sciatori. Tra le stazioni sciistiche più note vi sono Hochsölden e Hochgurgl, appartenenti al comune di Sölden.

## Vie di accesso
La Ötztal è servita dall'autostrada A12 e da un'unica stazione ferroviaria, posta al fondovalle e appartenente alla tratta Innsbruck - Bludenz. Inoltre, la valle è collegata alla Val Passiria (Passeiertal), in Sud Tirolo, tramite il Passo del Rombo (Timmelsjoch).